# Gran Campo Nevado
O Gran Campo Nevado é um pequeno campo de gelo localizado na porção sul da Península Muñoz Gamero, na Região de Magalhães e Antártica Chilena, no Chile. Tem cerca de 200 km2 (77 sq mi) de área e abastece 19 geleiras-soquete, das quais a maior tem 15 km (9.3 mi) de comprimento.